# Imbrasia dione
Imbrasia dione är en fjärilsart som beskrevs av Fabricius 1793. Imbrasia dione ingår i släktet Imbrasia och familjen påfågelsspinnare. Inga underarter finns listade i Catalogue of Life.